# Bernard Georges François Frère

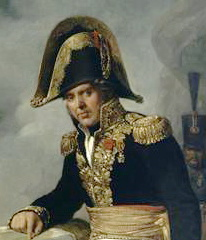
Général Frère

Bernard Georges François Frère (* 8. Januar 1762 in Montréal; † 16. Februar 1826 in Paris) war ein französischer General der Infanterie.

## Leben
Bei Ausbruch der Revolution von 1789 arbeitete Frère als Apotheker in Carcassonne. 1791 trat er in die Armee ein und konnte sich schon bald in den Revolutionskriegen auszeichnen.
Als Napoleon 1796 seinen Italienfeldzug plante, wurde Frère schon bald Mitglied seines Stabs. Er kämpfte u. a. bei Bassano (8. September 1796) und wurde auch mehrmals verwundet.
Später nahm er am Versuch teil, die Îles Saint-Marcouf, Normandie (9. April 1798) einzunehmen. Ende desselben Jahres wurde Frère zum Général de brigade befördert und übernahm die Grenadiere der Garde impériale.
Er kämpfte vor Lübeck (6. November 1806) und wurde im März 1808 zum Général de division befördert. Er nahm an den Napoleonischen Kriegen auf der Iberischen Halbinsel teil. Hier war er an der Belagerung von Segovia (7. Juni 1808) beteiligt und fungierte als Chef des Stabes von Marschall Jean Lannes. Als solcher kämpfte er u. a. bei Saragossa (Dezember 1808/Februar 1809).
Anschließend konnte Frère nach Frankreich zurückkehren, um noch im selben Jahr bei Aspern (21./22. Mai 1809) und in der Schlacht bei Wagram (5./6. Juli 1809) zu kämpfen.
Nach der Schlacht bei Paris (30. März 1814) und der Abdankung Napoleons (→Vertrag von Fontainebleau) wurde Frère zum Parteigänger der Bourbonen. Als Napoleon die Insel Elba verließ und dessen „Herrschaft der Hundert Tage“ begannen, wechselte Frère zurück zum Kaiser.
Nach der Schlacht bei Waterloo (18. Juni 1815) zog sich Frère ins Privatleben zurück. Auch strebte er weder unter König Ludwig XVIII. noch unter dessen Nachfolger, König Karl X., ein politisches Amt an. Er starb einige Wochen nach seinem 62. Geburtstag am 16. Februar 1826 in Paris und fand auf dem Friedhof Père-Lachaise seine letzte Ruhestätte.

## Ehrungen
- 1809 Comte de l’Émpire
- Sein Name findet sich am südlichen Pfeiler (25. Spalte) des Triumphbogens am Place Charles-de-Gaulle (Paris).

Von 1954 bis zum Abzug der Franzosen 1969 war die Langemarck-Kaserne in Koblenz nach Général Frère (Quartier Général Frère) benannt. 